# Introducing Stan Walker
Introducing Stan Walker é o álbum de estreia do cantor australiano Stan Walker, lançado pela editora discográfica Sony Music Austrália em 7 de dezembro de 2009. O conjunto de faixas é composto pelas canções apresentadas por Walker durante sua participação no Australian Idol, e mais duas canções inéditas. O trabalho deriva dos gêneros R&B, pop e soul.
Introducing... Stan Walker alcançou a o número dois nos mais vendidos da Nova Zelândia e foi certificado como platina tripla pela Recording Industry Association of New Zealand (RIANZ). Na Austrália, seu auge foi na terceira posição e foi certificado como platina pela Australian Recording Industry Association (ARIA).

## Lista de faixas
| Versão padrão  |                                  |                                                    |         |  |
| N.º            | Título                           | Compositor(es)                                     | Duração |  |
| 1.             | "Black Box"                      | Lucas Secon, Wayne Hector, Jonas Jeberg, Cutfather | 3:27    |  |
| 2.             | "Purple Rain"                    | Prince                                             | 3:16    |  |
| 3.             | "The Climb"                      | Jessi Alexander, Jon Mabe, John Shanks             | 3:36    |  |
| 4.             | "It's a Man's Man's Man's World" | James Brown, Betty Jean Newsome                    | 2:42    |  |
| 5.             | "Think of Me"                    | Shridhar Solanki, Ali Tennant, Guz Lally           | 3:41    |  |
| 6.             | "Ordinary People"                | John Legend, will.i.am                             | 2:57    |  |
| 7.             | "Let's Stay Together"            | Al Green, Willie Mitchell, Al Jackson Jr.          | 2:49    |  |
| 8.             | "Hallelujah"                     | Leonard Cohen                                      | 2:48    |  |
| 9.             | "Superstar"                      | Leon Russell, Bonnie Bramlett                      | 3:27    |  |
| 10.            | "We Will Rock You"               | Brian May, Queen, Mike "Clay" Stone                | 1:50    |  |
| 11.            | "Amazing Grace"                  | John Newton                                        | 3:21    |  |
| Duração total: | Duração total:                   | Duração total:                                     | 31:54   |  |

## Posições e certificações
| Tabela (2009)                            | Melhor posição |
| ---------------------------------------- | -------------- |
| Austrália - ARIA Albums Chart            | 3              |
| Nova Zelândia - New Zealand Albums Chart | 2              |

| País / Provedor                                               | Certificação |
| ------------------------------------------------------------- | ------------ |
| Austrália / Australian Record Industry Association            | Platina      |
| Nova Zelândia / Recording Industry Association of New Zealand | 3× Platina   |

| Tabela (2009)                               | Posição |
| ------------------------------------------- | ------- |
| Austrália - ARIA Albums Chart               | 58      |
| Austrália - Australian Artists Albums Chart | 16      |
| Nova Zelândia - New Zealand Albums Chart    | 6       |
| Tabela (2010)                               | Posição |
| Austrália - Australian Artists Albums Chart | 32      |

## Histórico de lançamento
| País          | Data                   | Formato              | Gravadora            |
| ------------- | ---------------------- | -------------------- | -------------------- |
| Austrália     | 7 de dezembro de 2009  | Digital download     | Sony Music Austrália |
| Nova Zelândia | 7 de dezembro de 2009  | CD, digital download | Sony Music Austrália |
| Austrália     | 11 de dezembro de 2009 | CD                   | Sony Music Austrália |